# Saint-Priest-Bramefant
Saint-Priest-Bramefant település Franciaországban, Puy-de-Dôme megyében. Lakosainak száma 869 fő (2022. január 1.). Saint-Priest-Bramefant Mariol, Saint-Yorre, Mons, Randan és Saint-Sylvestre-Pragoulin községekkel határos.

## Népesség
A település népessége az elmúlt években az alábbi módon változott:
| Lakosok száma | 900  | 874  | 912  | 865  | 859  | 863  | 866  | 868  | 869  |
|               | 2013 | 2015 | 2016 | 2017 | 2018 | 2019 | 2020 | 2021 | 2022 |